# Monte Annaru
Il monte Annaru è un rilievo montuoso dell'altezza di 491 metri situato in territorio di Giave, nella Sardegna nord-occidentale. 

## Descrizione
Con il monte Poddighe che si eleva poco più a sud forma un ampio e ben delimitato cratere vulcanico; attivo presumibilmente in epoca post-miocenica, la sua attività eruttiva diede origine al vasto tavolato basaltico che si apre a nord-est dell'abitato e che coincide approssimativamente con l'area identificata con la denominazione moderna "valle dei Nuraghi". Spicca, nelle immediate vicinanze il collo vulcanico di Pedra Mendalza, formazione prodotta dalla solidificazione del magma all'interno del camino, riaffiorata a seguito dell'erosione del cono vulcanico.
Il vulcano è ricompreso in un'area sottoposta a tutela con decreto del Ministero dell'ambiente e della tutela del territorio e del mare, con denominazione «Monumento naturale crateri vulcanici del Meilogu - Monte Annaru» .